# Herb Ochocka
Herb Ochocka – oficjalny symbol miasta Ochock. Został ustanowiony w 1976 roku, a jego autorem był Gennadij Usow. Białe fale dzielą tarczę na dwie części, w górnej części jest czerwone słońce, a w dolnej dwie kotwice, ryba i sztandar ochocka.
Wcześniejszy herb obowiązywał od 26 października 1790 roku.